# Největší hity (Suchý, Šlitr)
Největší hity (2005) je název výběrového CD písní Jiřího Suchého a Jiřího Šlitra. Obsahuje 22 písní v původních studiových verzích ze 60. let (výjimečně z počátku 70. let) a 2 písně označené jako bonus, nazpívané Jiřím Suchým a Jitkou Molavcovou v roce 1987 ve studiu Smetanova divadla (pravděpodobně pro album Evergreeny ze Semaforu, Panton, 1988, ale neshoduje se datum nahrávání v dokumentacích k albům). Všechny písně na albu nazpíval Jiří Suchý nebo Jiří Šlitr, několikrát i oba komici spolu, či Jiří Suchý v duu s nějakou zpěvačkou, na albu tedy nejsou verze písní nazpívané jinými zpěváky ze Semaforu. Slova všech písní napsal Jiří Suchý, Jiří Šlitr napsal všechny melodie kromě úvodní písně Pramínek vlasů, kterou napsal celou Jiří Suchý sám.
Krátké sleeve-note k albu napsal Jiří Suchý.
Zároveň s tímto albem vydal Supraphon DVD Největší hity, na které navázala DVD Největší hity 2 (2007) a Unikáty (2009). V roce 2009 vyšel také druhý díl k albu nazvaný Největší hity 2.

## Seznam písní
1. Pramínek vlasů – 3:38
zpívá Jiří Suchý, hraje Ferdinand Havlík se svým orchestrem, Kvinteto divadla Semafor
dokončeno 21. ledna 1960 ve studiu Domovina, vydáno 1960
2. Tu krásu nelze popsat slovy – 2:55
zpívají Jiří Suchý a Jiří Šlitr, hraje Ferdinand Havlík se svým orchestrem
dokončeno 19. února 1963 ve studiu Strahov, vydáno 1963
3. Koupil jsem si knot – 3:08
zpívá Jiří Suchý, hraje Ferdinand Havlík se svým orchestrem
dokončeno 26. března 1962 ve studiu Strahov, vydáno 1963
4. Margareta – 3:31
zpívá Jiří Suchý, hraje Ferdinand Havlík se svým orchestrem, sbor
dokončeno 10. listopadu 1969 ve studiu Břevnov, vydáno 1969
5. V kašně – 2:24
zpívají Jiří Suchý a Jiří Šlitr, hraje Malá skupina Orchestru Karla Vlacha
dokončeno 31. ledna 1964 ve studiu Československé televize, vydáno 1964
6. Krajina posedlá tmou – 2:42
zpívá Jiří Suchý, hraje Ferdinand Havlík se svým orchestrem, Sbor Lubomíra Pánka
dokončeno 20. února 1965 ve studiu Kobylisy, vydáno 1965
7. Blues o světle – 3:39
zpívá Jiří Suchý, hraje TOČR, řídí Karel Krautgartner
dokončeno 3. ledna 1965 ve studiu Československého rozhlasu, vydáno 1965
8. Labutí píseň – 3:57
zpívají Jiří Suchý a Vlasta Kahovcová, hraje TOČR, řídí Karel Krautgartner
dokončeno 3. ledna 1965 ve studiu Československého rozhlasu, vydáno 1965
9. Babeta – 3:58
zpívají Jiří Suchý a Jiří Šlitr, hraje Ferdinand Havlík se svým orchestrem, sbor
dokončeno 15. září 1964 ve studiu Barrandov, vydáno 1964
10. Golem – 2:41
zpívají Jiří Suchý a Jiří Šlitr, hraje TOČR, řídí Josef Vobruba, Sbor Lubomíra Pánka
dokončeno 3. dubna 1965 ve studiu Československého rozhlasu, vydáno 1965
11. Nevyplacený blues – 3:06
zpívá Jiří Suchý, hraje Dalibor Brázda se svým orchestrem, Sbor Lubomíra Pánka
dokončeno 2. června 1965 ve studiu Kobylisy, vydáno 1965
12. Tři tety – 3:00
zpívá Jiří Šlitr, hraje Milan Dvořák se svou skupinou
dokončeno 17. října 1966 ve studiu Strahov, vydáno 1966
13. Co jsem měl dnes k obědu – 3:21
zpívá Jiří Šlitr, hraje Milan Dvořák se svou skupinou, Sbor Lubomíra Pánka
dokončeno 17. října 1966 ve studio Strahov, vydáno 1966
14. Neotálej – 3:20
zpívají Jiří Suchý a Zuzana Burianová, hraje Ferdinand Havlík se svým orchestrem, Sbor Lubomíra Pánka
dokončeno 19. ledna 1967 ve studiu Dejvice, vydáno 1967
15. Modré džínsy – 2:30
zpívá Jiří Suchý, hraje Ferdinand Havlík se svým orchestrem
dokončeno 29. prosince 1965 ve studiu Strahov, vydáno 1966
16. Bledá slečna – 2:35
zpívá Jiří Suchý, hraje Ferdinand Havlík se svým orchestrem, sbor
dokončeno 30. listopadu 1969 ve studiu Břevnov, vydáno 1969
17. Kubistický portrét – 3:12
zpívá Jiří Suchý, hraje Ferdinand Havlík se svým orchestrem, sbor
dokončeno 30. listopadu 1969 ve studiu Břevnov, vydáno 1969
18. Whisky dopita – 2:36
zpívají Jiří Suchý a Věra Křesadlová, hraje Ferdinand Havlík se svým orchestrem
dokončeno 28. dubna 1971 ve studiu Československé televize, vydáno 1971
19. Člověk, to zní hrdě – 2:49
zpívá Jiří Suchý, hraje Ferdinand Havlík se svým orchestrem, sbor
dokončeno 30. listopadu 1969 ve studiu Břevnov, vydáno 1999 (Sony Music / Bonton)
20. Kamarádi – 4:35
zpívá Jiří Suchý, hraje Traditional Jazz Studio Pavla Smetáčka
dokončeno roku 1970 (studio neznámé), vydáno 1971
21. Mississippi – 3:25
zpívá Jiří Suchý, hovoří Jiří Suchý a Jiří Šlitr, hraje Ferdinand Havlík se svým orchestrem
dokončeno 30. listopadu 1969 ve studiu Břevnov, vydáno 1969
22. Jó, to jsem ještě žil – 4:11
zpívá Jiří Suchý, hraje Ferdinand Havlík se svým orchestrem, sbor
dokončeno 30. listopadu 1969 ve studiu Břevnov, vydáno 1969
23. Motýl – 3:05
zpívají Jiří Suchý a Jitka Molavcová, hraje Orchestr Ferdinanda Havlíka
dokončeno 31. května 1987 ve studiu Smetanova divadla, vydáno 1988
24. Modrý tričko – 2:27
zpívají Jiří Suchý a Jitka Molavcová, hraje Orchestr Ferdinanda Havlíka
dokončeno 31. května 1987 ve studiu Smetanova divadla, vydáno 1988